# Humberto Tomassina
Humberto Tomassina (né le 12 septembre 1898 à Montevideo en Uruguay et mort le 12 juin 1981 dans la même ville) est un joueur de football international uruguayen, qui évoluait au poste de défenseur.

## Biographie

### Carrière en sélection
Avec l'équipe d'Uruguay, il joue cinq matchs (pour aucun but inscrit) entre 1924 et 1928. 
Il figure dans le groupe des sélectionnés lors du championnat sud-américain de 1923. La sélection uruguayenne remporte la compétition.
Il participe également aux Jeux olympiques de 1924 organisés à Paris. Il joue deux matchs lors du tournoi olympique : face à la Yougoslavie puis face aux États-Unis. L'Uruguay remporte la médaille d'or.

## Palmarès
Uruguay
- Championnat sud-américain (1) :
  - Vainqueur : 1923.

- Jeux olympiques (1) :
  -  Or : 1924.